# Карчев (Люблінське воєводство)
Карчев (пол. Karczew) — село в Польщі, у гміні Рибчевиці Свідницького повіту Люблінського воєводства.
У 1975-1998 роках село належало до Люблінського воєводства.